# بوريس شيس
بوريس شيس (بالبولندية: Borys Szyc)‏ هو ممثل بولندي، ولد في 4 سبتمبر 1978 بوودج في بولندا.

## أعمال

### أفلام
- (2002) عازف البيانو[2][3]
- (2004) فينشي
- (2018) حرب باردة

## وصلات خارجية
- بوريس شيس على موقع IMDb (الإنجليزية)
- بوريس شيس على موقع قاعدة بيانات الأفلام العربية
- بوريس شيس على موقع ألو سيني (الفرنسية)
- بوريس شيس على موقع أول موفي (الإنجليزية)
- بوريس شيس على موقع قاعدة بيانات الأفلام السويدية (السويدية)
- بوريس شيس على موقع قاعدة بيانات الفيلم (الإنجليزية)
- بوريس شيس على موقع كينوبويسك (الروسية)